# Expedition nach Lappland

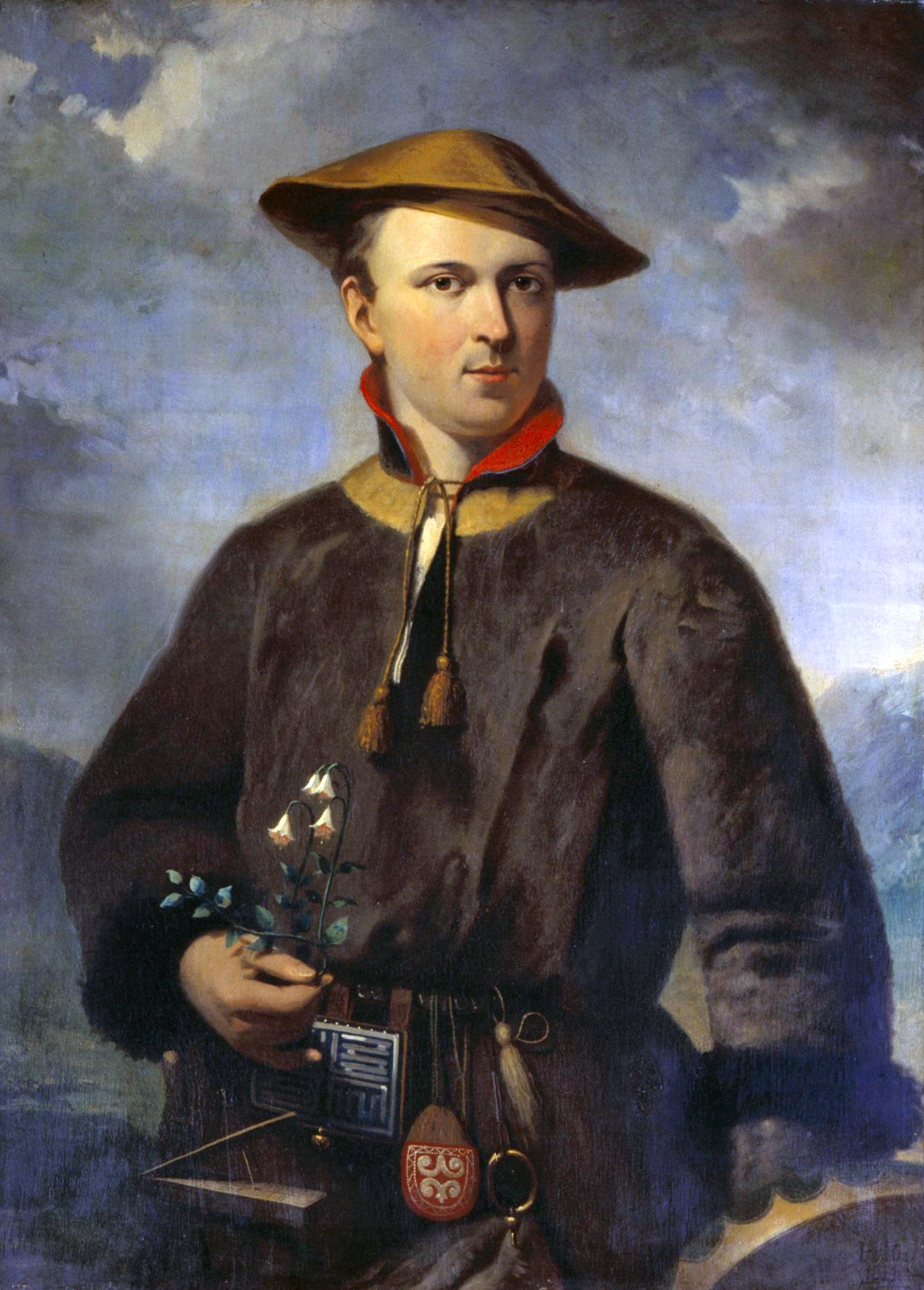
Linné in traditioneller samischer Kleidung, eine Zwillingsblume haltend, die sein persönliches Emblem wurde.

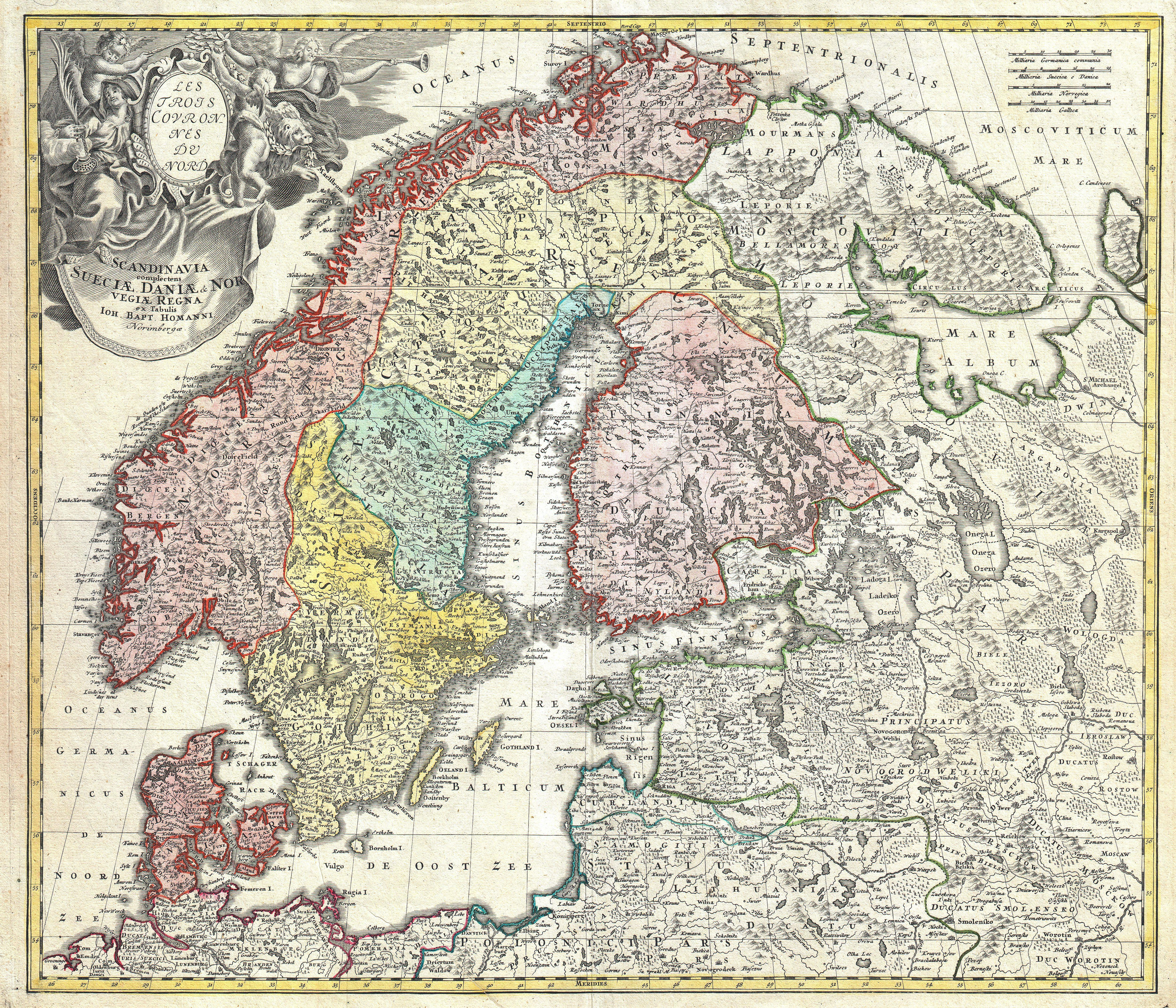
Zeitgenössische Karte von Johann Homann (gedruckt circa 1730) mit der skandinavischen Region Europas; Schwedisch-Lappland ist das blassgelbe Gebiet in der Mitte oben.

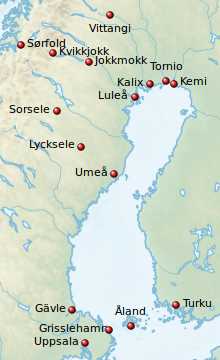
Wegpunkte von Linnés Lapplandexpedition.

Die Expedition nach Lappland war eine Forschungsreise von Carl von Linné im Jahr 1732 nach Lappland, der nördlichsten Provinz in Schweden.
Linné startete in Uppsala und reiste in sechs Monaten im Uhrzeigersinn um die Küste des Bottnischen Meerbusens. Er unternahm von Umeå, Luleå und Torneå aus große Exkursionen ins Binnenland. Seine Beobachtungen wurden die Grundlage seines Buches Flora Lapponica (1737), in dem Linnés Gedanken über Nomenklatur und Klassifikation zum ersten Mal praktisch angewandt wurden. Linné führte ein Journal seiner Expedition, das nach seinem Tode 1811 erstmals in englischer Übersetzung unter dem Titel Lachesis Lapponica: A Tour in Lapland erschien.

## Hintergrund
Carl von Linné war ein schwedischer Naturforscher. Im April 1732 erhielt er für seine geplante Forschungsreise ein Stipendium der Königlichen Gesellschaft der Wissenschaften in Uppsala. Olof Rudbeck der Jüngere, einer von Linnés früheren Professoren an der Universität Uppsala, hatte bereits 1695 eine Expedition nach Lappland  unternommen. Aber die ausführlichen Ergebnisse seiner Erkundung wurden sieben Jahre später von einem Feuer vernichtet. Linnés Hoffnung war es, neue Pflanzen, Tiere und Mineralien zu finden. Er war zudem neugierig auf die Bräuche der Samen, rentierhaltende halbnomadische Hirten, die über die gewaltigen Tundren des nördlichen Fennoskandinaviens zogen.

## Verlauf
Linné startete seine Expedition im Mai in Uppsala. Er reiste zu Fuß und auf dem Pferd. Im Gepäck hatte er sein Journal, botanische und ornithologische Manuskripte sowie Blätter zum Pressen von Pflanzen. Linné brauchte elf Tage, um Umeå über Gävle zu erreichen. In dessen Umgebung fand er große Mengen an Campanula serpyllifolia. Diese wurde später als Linnaea borealis (Moosglöckchen) bekannt, die Zwillingsblume, die seine Lieblingspflanze wurde. Manchmal verließ er den Weg, um eine Blume oder einen Felsen zu untersuchen. Er war insbesondere an Laubmoosen und Flechten interessiert. Letztere sind ein wesentlicher Bestandteil der Nahrung des Rens, einem in Lappland häufig vorkommenden Tier.
Von Umeå begab sich Linné nach Lycksele. Die Stadt lag tiefer im Binnenland, als er bisher vorgestoßen war. Auf dem Weg beobachtete er Wasservögel. Nach fünf Tagen erreichte er die Stadt und übernachtete dort beim Pastor und seiner Frau. Danach versuchte Linné Sorsele zu erreichen. Er musste aber wegen extrem schwieriger Bedingungen an einem Ort namens Lycksmyran („Glückssumpf“) umkehren. Anfang Juni kehrte er nach Umeå zurück, nachdem er weitere Tage in Lycksele zugebracht und mehr über die Bräuche der Samen gelernt hatte.
Nach seiner Rückkehr nach Umeå reiste er weiter nordwärts entlang der Küste des Bottnischen Meerbusens, über Skellefteå und Alt Piteå, an Alt Luleå vorbei, wo er unterwegs eine samische Frauenmütze erhielt. Von Luleå aus reiste er wieder ins Binnenland. Er folgte dem Fluss Lule und reiste über Jokkmokk zum Polarkreis und nach Kvikkjokk (heute Hyttan), in das Skandinavische Gebirge und über die Grenze nach Norwegen. Linné erreichte in Sørfold die Küste und machte einen Abstecher in das nahe gelegene Rørstad. Dann reiste er den Weg zurück, den er gekommen war, etwa 300 Kilometer nach Luleå.
Linné setzte dann seine Reise entlang der Küste nach Torneå (heute finnisch Tornio) fort. Von dort aus machte er seine dritte und letzte Binnenlandexkursion, entlang des Flusses Torne älv bis nach Vittangi. Er brachte einige Zeit im Gebiet von Tornio zu. In Kalix erlernte Linné das Assaying. Mitte September trat er die Rückreise an. Linné reiste über Kemi und folgte dann der finnischen Küstenlinie nach Åbo (finnisch Turku). Von dort segelte er über die Inseln Ålands nach Schweden, das er in Grisslehamn erreichte. Die letzte Etappe brachte Linné heim nach Uppsala.

## Ergebnisse
Linné kam am 10. Oktober 1732 von einer sechs Monate langen, über 2.000 Kilometer langen Expedition zurück, auf der er viele Pflanzen, Vögel und Minerale untersucht hatte. Obgleich Lappland in einer Region mit global gesehen geringerer Artenvielfalt liegt, beschrieb Linné über einhundert bis dahin unbeschriebene Pflanzen. Die Details seiner Entdeckungen wurden Grundlage seines Buches Flora Lapponica.
Linnés Reisebericht Iter Lapponicum wurde von James Edward Smith ins Englische übersetzt und 1811 als Lachesis Lapponica: A Tour in Lapland veröffentlicht.

Einige von Linnés originalen Illustrationen
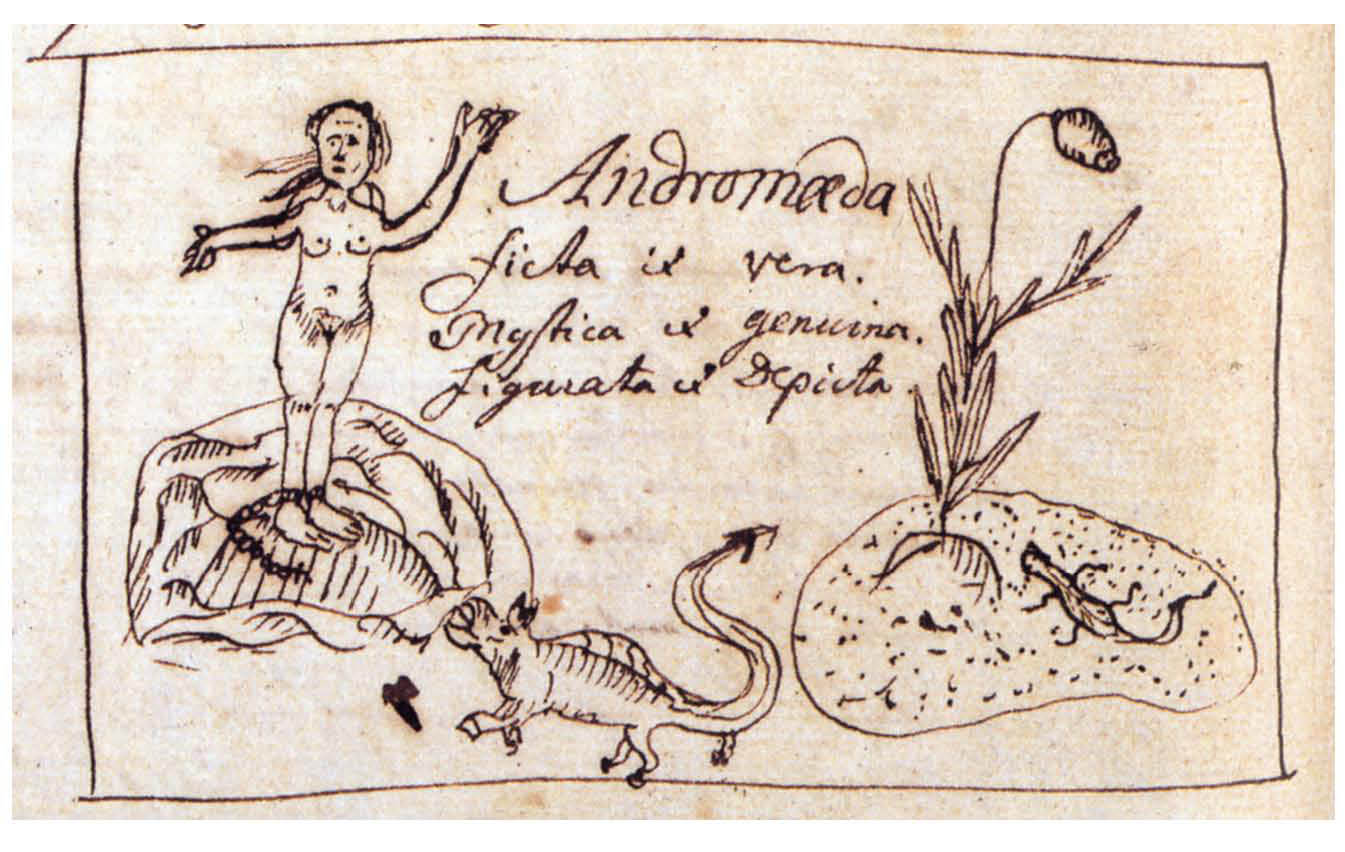
Die mythologische Andromeda und die Pflanze, die er nach ihr benannte
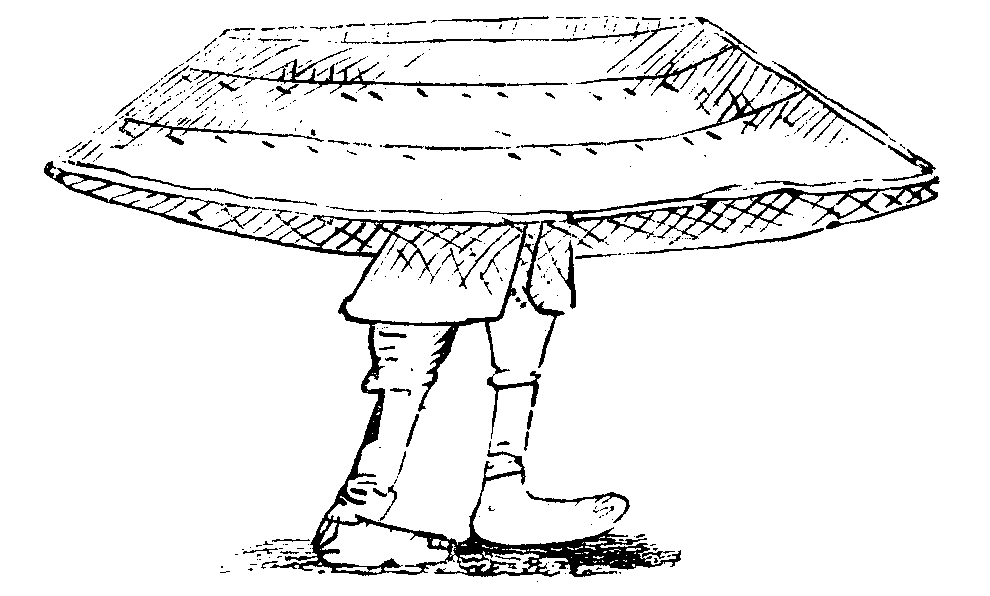
Ein Same, sein Boot tragend